# Dwyer Escarpment
Das Dwyer Escarpment ist eine vereiste Geländestufe an der Pennell-Küste des ostantarktischen Viktorialands. Sie erstreckt sich vom Cooper Spur bis zum Cape North.
Teilnehmer einer Kampagne im Rahmen der Australian National Antarctic Research Expeditions kartierten und benannten sie im Jahr 1962. Namensgeber ist Leonard Joseph Dwyer (1907–1962), ab 1955 Leiter des Australian Commonwealth Bureau of Meteorology und Mitglied des Planungsstabes für die Australian National Antarctic Research Expeditions.